# دليلا ياكوبوفيتش
دليلا ياكوبوفيتش (بالسلوفينية: Dalila Jakupović)‏ مواليد 24 مارس 1991 في جمهورية يوغوسلافيا الاشتراكية الاتحادية، هي لاعبة كرة مضرب سلوفينية وتحتل حالياً المرتبة 292 (21 مارس 2016) في تصنيف رابطة محترفات كرة المضرب. أعلى تصنيف لها في الفردي كان 230. أعلى تصنيف لها في الزوجي كان 321.

## النهائيات

### الفردي (2–6)
| الحصيلة | الرقم | التاريخ        | الدورة             | الأرضية | المنافس              | النتيجة            |
| ------- | ----- | -------------- | ------------------ | ------- | -------------------- | ------------------ |
| الوصافة | 1.    | 7 سبتمبر 2009  | بنغالور، الهند     | صلبة    | بوجاشري فنكاتشا      | 3–6, 3–6           |
| الوصافة | 2.    | 24 يناير 2011  | كلكتا، الهند       | ترابية  | ماري تاناكا          | 4–6, 3–6           |
| الفوز   | 1.    | 5 مارس 2012    | أورنك آباد، الهند  | ترابية  | بينجتارن بليبويتش    | 6–4, 7–5           |
| الوصافة | 3.    | 23 أبريل 2012  | أنطاليا، تركيا     | صلبة    | إليزافيتا كوليتشكوفا | 5–7, 2–6           |
| الوصافة | 4.    | 8 يوليو 2013   | أشافنبورغ، ألمانيا | ترابية  | ماشا زيك بشكيريتش    | 4–6, 4–6           |
| الوصافة | 5.    | 14 أكتوبر 2013 | لاغوس، نيجيريا     | صلبة    | تادجا ماجريتش        | 5–7, 5–7           |
| الفوز   | 2.    | 23 فبراير 2015 | أورنك آباد، الهند  | ترابية  | هان زينيون           | 6–7(5–7), 6–4, 6–4 |
| الوصافة | 6.    | 20 يوليو 2015  | دارمشتات، ألمانيا  | ترابية  | يساليني بونافنتور    | 3–6, 6–7(4–7)      |

## روابط خارجية
- دليلا ياكوبوفيتش على موقع رابطة محترفات التنس (الإنجليزية)
- دليلا ياكوبوفيتش على موقع الاتحاد الدولي لكرة المضرب (الإنجليزية)
- دليلا ياكوبوفيتش على موقع كأس بيلي جين كينغ (الإنجليزية)
- دليلا ياكوبوفيتش على موقع بطولة ويمبلدون (الإنجليزية)
- دليلا ياكوبوفيتش على موقع خلاصة التنس.كوم (الإنجليزية)